# ユンカース J1
ユンカースJ1
Junkers J 1
- 用途：実験機、試作機
- 設計者：フーゴー・ユンカース
- 製造者：ユンカース
- 運用者：ユンカース
- 初飛行：1916年
- 生産数：1

## 概要
ユンカース J1はフーゴー・ユンカースが1915年に製作した航空機である。ユンカースの最初の機体で、スチール製ではあるが全金属製。支柱や張線のない片持単葉として空気抵抗の削減を計っている。また当時主流の薄翼に対し空力的に劣るとされた厚翼が、より優れた揚抗比を発揮する事を実証した意味で画期的であった。J1はユンカースの社内記号で第一次世界大戦のドイツ軍の命名法では単葉機のE.Iと呼ばれることもある。逆に軍でJ.I（軍用機呼称はローマ数字を使用する）と呼ばれるのは社内記号J4の複葉爆撃機である。
材料は0.1 mmから0.5 mm厚の平滑な鋼板を外板に使い、内側には補強の波板が溶接されていた（ユンカースがジュラルミンを使用するのは1917年のJ4からである）。空虚重量が937 kgと、同時期のフォッカー E.IIIの400 kg程度に対し重かったが、木材と布と張り線で出来た従来機に比べ耐候性、耐久性で有利であった。エンジン馬力が近いアルバトロスLDD複葉機と同じ飛行コースを飛び、50km/h以上の速度差をつけて172km/hを記録している。1915年12月12日に初飛行したが1機のみの試作で終わった。そのほかエンジンの冷却水の熱を推力の助けにするノズル型のラジエーターを使用していた。

## 要目
- 乗員： 2 名
- 全長：8.62 m
- 全幅：12.95 m
- 全高：3.11 m
- 翼面積：24.60 m2
- 翼面荷重： 47.5 kg/m2
- 空虚重量：937 kg
- 全備重量：1,170 kg
- エンジン：メルセデスD.II（英語版） 6気筒 88 kW
- 最高速度：170 km/h @sea level
- 航続距離：230 km
- 上昇時間：2.000 m まで 32分